# Amoxicillin
Amoxicillin, đôi khi cũng được đánh vần là amoxycillin, là một kháng sinh hữu ích trong điều trị một số bệnh nhiễm khuẩn. Đây là phương pháp điều trị đầu tiên cho bệnh nhiễm trùng tai giữa. Kháng sinh này cũng có thể được sử dụng để điều trị cho viêm họng do liên cầu khuẩn, viêm phổi, nhiễm trùng da và nhiễm trùng đường tiết niệu cùng với một số các bệnh khác. Chúng được đưa vào cơ thể qua đường uống, hoặc ít phổ biến hơn bằng cách tiêm.
Các tác dụng phụ thường gặp bao gồm buồn nôn và phát ban. Amoxicillin cũng có thể làm tăng nguy cơ nhiễm trùng nấm men và, khi được sử dụng kết hợp với axit clavulanic, thì có thể bị tiêu chảy. Kháng sinh này không nên được sử dụng ở những người bị dị ứng với penicillin. Nếu muốn sử dụng cho những người có vấn đề về thận, liều có thể cần phải giảm. Việc sử dụng nó trong thời kỳ mang thai và cho con bú có vẻ là an toàn. Amoxicillin thuộc nhóm kháng sinh beta-lactam.
Amoxicillin được phát hiện vào năm 1958 và được sử dụng vào năm 1972.  Nó nằm trong danh sách các loại thuốc thiết yếu của Tổ chức Y tế Thế giới, hay nhóm các loại thuốc hiệu quả và an toàn nhất cần thiết trong một hệ thống y tế. Đây là một trong những loại kháng sinh được kê toa phổ biến nhất ở trẻ em.  Amoxicillin có sẵn dưới dạng thuốc gốc. Chi phí bán buôn ở các nước đang phát triển là từ 0,02 đến 0,05 USD cho mỗi viên thuốc. Tại Hoa Kỳ, một đợt điều trị mười ngày có giá khoảng 16 USD (0,40 USD cho mỗi viên thuốc).
Bằng sáng chế của Amoxicillin đã hết hạn, do đó các sản phẩm được bán trên thị trường toàn thế giới có nhiều tên gọi khác nhau.

## Chống chỉ định
Người bệnh có tiền sử dị ứng với bất kỳ loại penicilin nào.

## Dược lý và cơ chế tác dụng
Amoxicilin là aminopenicilin, bền trong môi trường acid, có phổ tác dụng rộng hơn benzylpenicilin, đặc biệt có tác dụng chống trực khuẩn Gram âm. Tương tự các penicilin khác, amoxicilin có tác dụng diệt khuẩn, do thuốc gắn vào một hoặc nhiều protein gắn penicilin của vi khuẩn (PBP) để ức chế sinh tổng hợp peptidoglycan, là một thành phần quan trọng của thành tế bào vi khuẩn. Cuối cùng vi khuẩn tự phân hủy do các enzym tự hủy của thành tế bào vi khuẩn (auto-lysin và murein hydrolase).
Amoxicilin có tác dụng in vitro mạnh hơn ampicilin đối với Enterococcus faecalis, Helicobacter pylori và Salmonella spp., nhưng kém tác dụng hơn đối với Shigella spp. và Enterobacter. Amoxicilin dạng uống được ưa dùng hơn ampicilin dạng uống, đặc biệt trong điều trị nhiễm khuẩn đường hô hấp, do được hấp thu hoàn toàn hơn từ đường tiêu hóa, nồng độ trong huyết thanh, mô và dịch cao hơn, tần suất uống ít hơn và ít xảy ra tác dụng phụ (tiêu chảy) hơn.
Phổ tác dụng: Amoxicilin cũng như các aminopenicilin khác, có hoạt tính in vitro chống đa số cầu khuẩn ưa khí Gram dương và Gram âm (trừ các chủng tạo penicilinase), một số trực khuẩn ưa khí và kỵ khí Gram dương và một số xoắn khuẩn. Thuốc cũng có hoạt tính in vitro chống một vài trực khuẩn ưa khí và kỵ khí Gram âm, thuốc có tác dụng chống Mycoplasma, Rickettsia, nấm và virut.
Vi khuẩn nhạy cảm khi nồng độ thuốc ức chế tối thiểu (MIC) ≤ 4 microgam/ml và kháng thuốc khi MIC > 16 microgam/ml. Đối với S. pneumonia nhạy cảm khi MIC ≤ 0,5 microgam/ml và kháng thuốc nếu MIC > 2 microgam/ml. Tỷ lệ kháng thuốc mắc phải có thể thay đổi tùy theo địa điểm và thời gian; đối với một số chủng cần có thông tin tham khảo tỷ lệ kháng thuốc tại chỗ, nhất là đối với bệnh nặng.
Vi khuẩn nhạy cảm:
Ưa khí Gram dương: S. aureus, S. epidermidis (không tạo penicilinase), Streptococci nhóm A, B, C và G; Streptococcus pneumoniae, viridans Streptococci và một vài chủng Enterococci, Corynebacterium diptheriae, Listeria monocytogenes, Bacillus anthracis, Erysipelothrix rhusiopathiae, một vài chủng Nocardia (mặc dù đa số đã kháng).
Ưa khí Gram âm: Neisseria meningitidis và N. gonorrhoeae (không tạo penicilinase), Haemophilus influenzae và một vài chủng H. parainfluenzae và H. ducreyi, một số chủng Enterobacteriaceae, Proteus mirabilis, Salmonella và Shigella, P. vulgaris, Enterobacter aerogenes, Citrobacter freundii, Vibrio cholerae, Helicobacter pylori, Bordetella pertussis, Actinobacillus, Pasteurella multocida, Gardnerella vaginalis (tên trước đây Haemophilus vaginalis), Moraxella catarrhalis (tên trước đây Branhamella catarrhalis) không tạo beta- lactamase.
Kỵ khí: Actinomyces, Arachnia, Bifidobacterium, Clostridium tetani, C. perfringens, Eubacterium, Lactobacillus, Peptococcus, Peptostreptococcus và Propionibacterium, Fusobacterium.
Xoắn khuẩn: Treponema pallidum, Borelia burgdoferi gây bệnh Lyme.
Vi khuẩn nhạy cảm vừa: Vi khuẩn ưa khí Gram dương Enterococcus faecium.
Vi khuẩn kháng thuốc:
Vi khuẩn ưa khí Gram dương: Tụ cầu (Staphylococcus aureus).
Vi khuẩn ưa khí Gram âm: Acinetobacter alcaligenes, Moraxella catarhhalis tạo ra beta-lactamase, Campylobacter, Citrobacter freundii, Citrobacter koseri, Enterobacter, Klebsiella oxytoca, Klebsiella pneumoniae, Legionella, Morganella morganii, Proteus rettgeri, Proteus valgaris, Providencia, Pseudomonas, Seratia, Yersinia enterocolitica.
Kỵ khí: Bacteroides fragilis.
Vi khuẩn khác: Mycobacterium, Mycoplasma, Rickettsia.
Kháng chéo hoàn toàn thường xảy ra giữa amoxicilin và ampicilin. Theo thông báo của Chương trình giám sát quốc gia về tình hình kháng thuốc của vi khuẩn gây bệnh thường gặp (ASTS, năm 1998) thì mức độ kháng ampicilin của E. coli là 66,7%, Salmonella typhi là 50%, Shigella là 57,7%, Acinetobacter spp. là 70,7%, các vi khuẩn đường ruột khác (Citrobacter, Enterobacter, Klebsiella, Morganella, Proteus, Serratia...) là 84,1%, Streptococcus spp. là 15,4%, của các chủng Enterococcus spp. Là 13,1% và các chủng trực khuẩn Gram âm khác (Achromobacter, Chriseomonas, Flavobacterium, Pasteurella...) là 66,7%. Các chủng Haemophilus influenzae và Haemophilus parainfluenzae đã kháng ngày càng nhiều.

## Dược động học
Amoxicilin bền vững trong môi trường acid dịch vị. Hấp thu amoxicilin không bị ảnh hưởng bởi thức ăn (tuy làm giảm tốc độ hấp thu nhưng không làm thay đổi tổng lượng hấp thu), amoxicilin hấp thu nhanh và nhiều hơn qua đường tiêu hóa so với ampicilin, khoảng 74 - 92% liều đơn sau khi uống được hấp thu. Khi uống cùng liều lượng như ampicilin, nồng độ đỉnh amoxicilin trong huyết tương cao hơn từ 2 - 2,5 lần. Sau khi uống liều 250 mg hoặc 500 mg amoxicilin 1 - 2 giờ, nồng độ đỉnh amoxicilin trong máu đạt lần lượt khoảng 3,5 - 5 microgam/ml hoặc 5,5 - 11 microgam/ml và nồng độ thuốc trong huyết thanh giảm thấp hoặc không phát hiện được sau 6 - 8 giờ. Amoxicilin uống hay tiêm đều cho những nồng độ thuốc như nhau trong huyết tương. Nồng độ thuốc tối đa trong máu và diện tích dưới đường cong nồng độ - thời gian (AUC) tăng tuyến tính với mức tăng liều dùng. Nghiên cứu sơ bộ cho thấy uống nang amoxicilin với nhiều nước (250 ml) có thể ảnh hưởng đến mức hấp thu của thuốc, điều này này không gặp ở ampicilin, có thể do ampicilin hòa tan trong nước nhiều hơn amoxicilin. Amoxicilin phân bố nhanh vào hầu hết các mô và dịch trong cơ thể, trừ mô não và dịch não tủy, nhưng khi màng não bị viêm thì amoxicilin lại khuếch tán vào dễ dàng. Thuốc đi qua hàng rào nhau thai và lượng nhỏ phân bố trong sữa mẹ. Amoxicilin liên kết protein huyết tương với tỷ lệ 17 - 20%. Nửa đời của amoxicilin khoảng 1 - 1,5 giờ, dài hơn ở trẻ sơ sinh (3,7 giờ) và ở người cao tuổi. Ở người suy thận nặng với hệ số thanh thải creatinin < 10 ml/phút, nửa đời của thuốc dài khoảng 7 - 21 giờ.
Chuyển hóa: Amoxicilin được chuyển hóa một phần thành acid penicilloic không có hoạt tính chống vi khuẩn.
Ở người lớn với chức năng thận bình thường, hệ số thanh thải amoxicilin huyết thanh là 283 ml/phút. Khoảng 43 - 80% liều uống amoxicilin thải nguyên dạng ra nước tiểu trong vòng 6 - 8 giờ, với 5 - 10% liều uống phân bố vào trong mật. Nồng độ amoxicilin trong nước tiểu khoảng 300 microgam/ml sau khi uống liều 250 mg. Probenecid kéo dài thời gian thải của amoxicilin qua đường thận. Amoxicilin có nồng độ cao trong dịch mật và một phần thải qua phân.
Amoxicilin bị loại bỏ khi thẩm phân máu, thông thường quá trình thẩm phân từ 4 - 6 giờ sẽ loại bỏ 30 - 40% liều uống hoặc liều tiêm nếu dùng thuốc ngay trước khi thẩm phân